# Mjesec hrvatskoga jezika
Mjesec hrvatskoga jezika godišnja je mjesečna popularno-znanstvena manifestacija posvećena hrvatskomu jeziku koja se održava od 21. veljače, Međunarodnoga dana materinskog jezika, do 17. ožujka, dana objave Deklaracije o nazivu i položaju hrvatskoga književnog jezika iz 1967. godine. Organizator je Institut za hrvatski jezik.
Institut za hrvatski jezik i jezikoslovlje, na inicijativu ravnatelja Željka Jozića, od 2014. godine pokrenuo je posebnu manifestaciju Mjesec hrvatskoga jezika. Potaknuti činjenicom da je hrvatski jezik od 1. srpnja 2013. godine postao službeni jezik Europske unije u Institutu su željeli u svih govornika hrvatskoga jezika podići razinu svijesti o važnosti očuvanja tog temelja hrvatskoga nacionalnoga identiteta: materinskoga jezika. Upravo je  21. veljače uzet kao početak Mjeseca hrvatskoga jezika, a završetak je 17. ožujka, na dan objave  iz 1967. godine. Hrvatski je sabor 1997. godine utemeljio Dane hrvatskoga jezika koji traju od 11. do 17. ožujka. Tako Mjesec hrvatskoga jezika logično zaokružuje priču o materinskom hrvatskom jeziku – jeziku naše pismenosti, kulture i identiteta.
Ovom manifestacijom u Institutu su željeli istaknuti važnost očuvanja materinskoga jezika, svih njegovih narječja i dijalekata te upoznati javnost s bogatom hrvatskom jezičnom baštinom i sjajnom jezičnom poviješću. Hrvatski je jezik prošao prilično burna razvojna razdoblja, ali je unatoč svim poteškoćama uspio očuvati samobitnost i samosvojnost bez obzira na silne pritiske koji su u povijesti dolazili s raznih strana. Uzeo je ponešto od svakoga jezika koji ga je okruživao ili mu se silom nametao i preživio te je danas življi nego ikad. Slobodno se razvija, njime se slobodno piše i govori, a na međunarodnoj sceni zadobio je veliko priznanje postavši 24. službenim jezikom Europske unije.
Mjesec hrvatskoga jezika Institut za hrvatski jezik i jezikoslovlje 2014. godine obilježio je brojnim predstavljanjima jezikoslovnih monografija i znanstvenima skupovima, a na samome završetku predstavljen je časopis Hrvatski jezik, a 2015. godine uz brojna monografska izdanja objavio je i portal Bolje je hrvatski! na mrežnoj adresi bolje.hr.